# Psittacosaurus gobiensis
Psittacosaurus gobiensis (gr. "lagarto con pico de loro del Gobi") es una especie del género extinto Psittacosaurus  es un género de dinosaurios ceratopsianos psitacosáuridos, que vivió a mediados del período Cretácico, hace unos 115 millones de años, durante el Aptiense, en lo que hoy es Asia. P. gobiensis lleva el nombre de la región en la que se encontró en 2001 y fue descrita por primera vez por Sereno, Zhao y Lin en 2010. El holotipo y los posibles especímenes referidos se encontraron al suroeste de Suhongtu en el desierto de Gobi occidental, Región Autónoma de Nei Mongol, República Popular de China, en sedimentos datados en el Cretácico Inferior, más precisamente en el Aptiense hace unos 115 millones de años en la formación Bayan Gobi. Se conoce por un cráneo y un esqueleto articulado parcial con gastrolitos grandes, sugieren que los que pueden haber tenido una dieta rica en fibra y nueces. El holotipo de P. gobiensis representa un individuo completamente maduro con osificación de muchas suturas craneales, así como todas las suturas del canal neural en la columna vertebral. . Los restos de otros individuos descubiertos cerca, también confirman que P. gobiensis es una especie de cuerpo pequeño comparable a Psittacosaurus sinensis. El tronco mide sólo 40 centímetro de longitud, lo que corresponde a una longitud corporal de aproximadamente 1 metro.